# Підлубний Іван Степанович
Іван Степанович Підлубний (1901, село Велика Мечетня, тепер Кривоозерського району Миколаївської області — 20 січня 1974, Чернівецька область) — український радянський діяч, 1-й секретар Кіцманського райкому КП(б)У Чернівецької області. Депутат Верховної Ради УРСР 3-го скликання.

## Біографія
Народився в бідній селянській родині. До 1922 року наймитував у заможних селян.
З 1922 по 1924 рік служив у Червоній армії.
Після демобілізації працював у сільському господарстві, на господарській та радянській роботах.
Член ВКП(б) з 1930 року.
З 1932 року — заступник директора Савранської машинно-тракторної станції (МТС) Одеської області із політичної частини; інструктор, секретар Савранського районного комітету КП(б)У Одеської області.
У серпні 1940 — червні 1941 року — 1-й секретар Кіцманського районного комітету КП(б)У Чернівецької області.
З червня 1941 по 1946 рік — у Червоній армії, учасник німецько-радянської війни. Служив заступником командира 3-го батальйону із політичної частини 710-го стрілецького полку 219-ї стрілецької дивізії 84-го стрілецького корпусу 39-ї армії 1-го Прибалтійського фронту. 
У 1946 — після 1951 року — 1-й секретар Кіцманського районного комітету КП(б)У Чернівецької області. 
Потім — заступник голови виконавчого комітету Вижницької районної ради депутатів трудящих Чернівецької області
На 1954 і по 1959 рік — голова виконавчого комітету Вашківецької районної ради депутатів трудящих Чернівецької області
З 1959 року — персональний пенсіонер.

## Звання
- капітан

## Нагороди
- орден Леніна (23.01.1948)
- орден Трудового Червоного Прапора (26.02.1958)
- орден Вітчизняної війни 2-го ст. (14.08.1944)
- орден Червоної Зірки (18.10.1943)
- медалі